# Giuseppe Antonio Ermenegildo Prisco

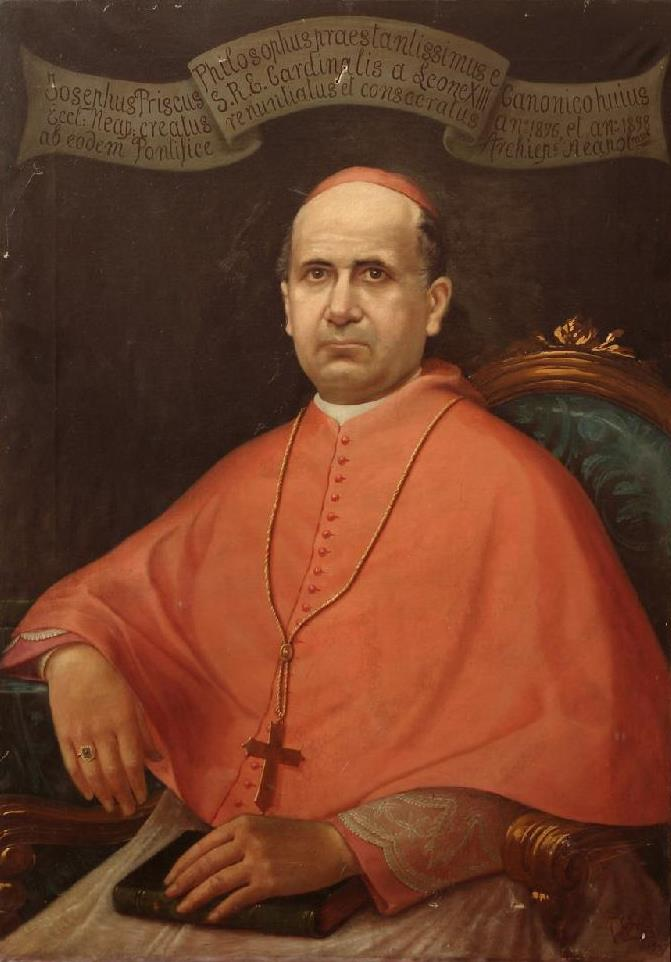
Giuseppe Antonio Kardinal Prisco (Gemälde 19. Jh. von P. Greppi)

Kardinalswappen

Giuseppe Antonio Ermenegildo Kardinal Prisco (* 8. September 1833 in Boscotrecase, Provinz Neapel, Italien; † 4. Februar 1923 in Neapel) war Erzbischof von Neapel.

## Leben
Nach seinem Studium am Erzbischöflichen Seminar in Neapel empfing er am 20. September 1856 das Sakrament der Priesterweihe. Danach war er bis 1860 Philosophieprofessor an der Universität von Neapel, ehe er dieselbe Tätigkeit am Erzbischöflichen Seminar ausübte. Ab 1879 unterrichtete er Moralphilosophie am interdiözesanen Kolleg von Tarsia. 1886 wurde Prisco Kanonikus des Domkapitels von Neapel. In den folgenden Jahren übte er für den Erzbischof Guglielmo Sanfelice d’Acquavella repräsentative Tätigkeiten aus.
Dadurch fiel er auch Papst Leo XIII. auf, der ihn am 30. November 1896 als Kardinaldiakon mit der Titeldiakonie San Cesareo in Palatio ins Kardinalskollegium aufnahm. Wenige Tage später wurde er Mitglied der Heiligen Ritenkongregation. Am 24. März 1898 wurde Prisco zum Erzbischof von Neapel ernannt und am selben Tag auch in die Klasse der Kardinalpriester aufgenommen (Titelkirche San Sisto). Die Bischofsweihe spendete ihm Papst Leo XIII. selbst am 29. Mai 1898 in der Sixtinischen Kapelle. 1899 gründete Kardinal Prisco die Accademia di Scienze e Lettere. Er nahm nach dem Tod Leos XIII. am Konklave 1903 teil. An den Konklaven 1914 und 1922 konnte er aus gesundheitlichen Gründen nicht teilnehmen. Er starb ein Jahr später an einer Lungenkrankheit.

## Werke (Auswahl)
- Saggio di filosofia (Neapel 1855)
- San Anselmo e l’ontologismo (Neapel 1857)
- Metafisica della morale (Neapel 1865)
- Filosofia elementare (Neapel 1892)